# Emmylou Harris
Emmylou Harris (Birmingham, 2 aprile 1947) è una cantautrice e musicista statunitense. Nella sua lunga carriera discografica ha spaziato dal country tradizionale e bluegrass all'alternative rock. Molto apprezzata dalla critica, ha vinto numerosi premi Grammy e nel 1998 è stata indicata dalla rete televisiva VH1 fra le 25 donne più influenti della storia del rock and roll.
Oltre al lavoro come solista, la sua discografia comprende numerose collaborazioni di rilievo, fra le più celebri delle quali si possono citare gli album Trio (con Dolly Parton e Linda Ronstadt) e All the Roadrunning (con Mark Knopfler). Fra gli altri artisti che si sono avvalsi di Harris come cantante nei propri lavori ci sono Gram Parsons, Bob Dylan, The Band, Elvis Costello, Neil Young, Willie Nelson, John Denver, Ryan Adams, Steve Earle, Dave Matthews, Bruce Springsteen e Malcolm Holcombe.

## Biografia

### Primi anni
Emmylou Harris nacque a Birmingham, in Alabama. Era figlia di un militare di carriera che fu dato per disperso nella Guerra di Corea nel 1952. Trascorse l'infanzia e la gioventù nella Carolina del Nord e in Virginia, dove si laureò. Durante gli studi iniziò a studiare musica, imparando le canzoni di Pete Seeger, Bob Dylan e Joan Baez. Per seguire le proprie aspirazioni musicali si trasferì a New York, dove iniziò a esibirsi dal vivo nei locali del Greenwich Village. Nel 1969 sposò il compositore Tom Slocum e l'anno successivo pubblicò il suo primo album, Gliding Bird. Divorziò poco tempo dopo e si trasferì con la figlia Hallie nel Maryland, presso i genitori.

### Con Gram Parsons
All'inizio degli anni settanta Harris suonò per qualche tempo in trio con Gerry Mule e Tom Guidera. Durante un concerto venne notata da Chris Hillman (all'epoca membro dei Flying Burrito Brothers, precedentemente dei Byrds) che la segnalò a Gram Parsons (anche lui ex membro dei Burrito Brothers), che la scritturò come voce femminile per il suo primo album solista GP. Harris divenne così un membro dei Fallen Angels, il gruppo che accompagnava Parsons. Mentre Parsons e Harris lavoravano a un nuovo album insieme, Grievous Angel, Parsons morì di overdose. L'album fu comunque pubblicato postumo nel 1974, e altri brani nati dalla collaborazione fra Parsons e Harris apparvero nel 1976 in un altro album postumo, Sleepless Nights. La morte di Parsons fu per Harris un trauma; uno dei suoi primi brani solisti, Boulder to Birmingham, racconta del profondo dolore causato da questa perdita. Successivamente Harris fondò un gruppo musicale chiamato "The Angel Band" con Bruce Archer, Tom Guidera, Danny Pendleton e Mark Cuff. In questo periodo Harris venne notata dalla cantante country Linda Ronstadt, che la convinse a trasferirsi a Los Angeles e collaborare con lei.

### La Hot Band

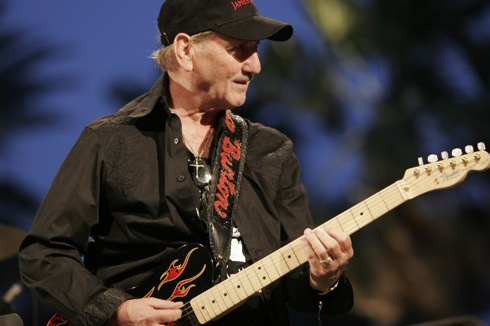
James Burton della Hot Band

Nel 1975 Harris ottenne un contratto con la Reprise Records che pubblicò il suo primo album con una major, Pieces of the Sky. L'album fu uno dei più costosi progetti country dell'epoca, realizzato con la collaborazione di musicisti di rilievo come James Burton, Glen Hardin, Ron Tutt, Ray Pohlman e Bill Payne. L'album conteneva numerose cover di brani celebri scelti ecletticamente fra vari generi musicali e reinterpretati in chiave country; c'erano per esempio For No One (dei Beatles), Tonight the Bottle Let Me Down (Merle Haggard), If I Could Only Win Your Love (The Louvin Brothers) e Coat of Many Colors (Dolly Parton). Dei due singoli estratti dall'album, il maggior successo fu If I Could Only Win Your Love, che raggiunse la quarta posizione nelle classifiche di vendita.
L'album interessò la Warner Bros., che controllava la Reprise Records come etichetta secondaria, che propose a Harris un contratto con l'etichetta madre a patto che si facesse accompagnare da un gruppo musicale di talento. A questo scopo Harris prese con sé il chitarrista James Burton e il pianista Glen Hardin (entrambi i quali avevano suonato precedentemente con Elvis Presley e con Parsons), il batterista John Ware, il chitarrista Hank DeVito, il bassista Emory Gordy, Jr. e il cantautore Rodney Crowell. Il gruppo venne battezzato The Hot Band.
Il primo album di Harris con la Warner, Elite Hotel (1975), confermò il successo di Pieces of the Sky. Cosa insolita nella produzione country dell'epoca, Elite Hotel era un lavoro "album-oriented", cioè non costruito attorno ai singoli. Anche stilisticamente il lavoro era un evidente tentativo di contaminazione fra il country e il rock. L'album giunse al primo posto nelle classifiche country e vinse un Grammy per la miglior prestazione canora femminile.
Nonostante il crescente successo solista, negli stessi album Harris continuò a collaborare con altri artisti, fra cui Linda Ronstadt, Guy Clark, Neil Young e Bob Dylan, che la volle con sé per il proprio album Desire.
Mentre la Hot Band passava attraverso diversi cambiamenti di formazione (fra cui l'abbandono di Burton nel 1976), la produzione discografica del gruppo continuava, e nel 1977 portò alla pubblicazione di Luxury Liner, considerato uno dei capolavori di Harris. Anche in questo caso l'album era costruito attorno a un eclettico insieme di cover di classici, fra cui (You Never Can Tell) C'est La Vie di Chuck Berry, Luxury Liner e She di Gram Parsons, Hello Stranger dei Carter Family, Making Believe di Kitty Wells e Pancho & Lefty di Townes Van Zandt. L'album successivo, Quarter Moon in a Ten Cent Town, segnò un piccolo cambiamento di direzione; i brani erano infatti quasi tutte composizioni recenti di autori come Delbert McClinton, Dolly Parton, Jesse Winchester e Utah Phillips.

### Dal country all'adult pop
Dalla fine degli anni settanta la produzione discografica di Harris divenne sempre più eclettica, spaziando fra diversi generi musicali. Nel 1979 fu pubblicato l'album Blue Kentucky Girl, vincitore di un Grammy, in cui Harris si cimentava con il country classico sul genere di quello di cantanti come Loretta Lynn e Kitty Wells. Seguirono l'album natalizio Light of the Stable (realizzato con la collaborazione di Dolly Parton e Linda Ronstadt), che includeva versioni country acustiche di canti tradizionali come Silent Night e O Little Town of Bethlehem. Il lavoro successivo Roses in the Snow, alla cui registrazione parteciparono Ricky Skaggs, Tony Rice, Albert Lee, Emory Gordy Jr. e Jerry Douglas, proseguiva la riscoperta delle radici del country, esplorando il sottogenere tradizionale noto come bluegrass. Nello stesso periodo Harris vinse un Grammy con un singolo in duo con Roy Orbison (That Lovin' You Feelin' Again) e partecipò alla registrazione del concept album country di Paul Kennerley The Legend of Jesse James, insieme a Levon Helm (dei Band) e Johnny Cash.
Il primo singolo di Harris a posizionarsi nella top 40 pop di Billboard fu una cover di Mister Sandman del 1981; nello stesso anno, il suo album Evangeline si posizionò contemporaneamente nelle top 10 del genere country e del genere "adult contemporary". Il successivo White Shoes (1983) confermò l'eclettismo di Harris, includendo brani rock e pop. Un'ulteriore svolta si ebbe nel 1985 con l'album The Ballad of Sally Rose, con cui Harris dimostrò il proprio talento di compositrice scrivendo di propria mano tutti i brani.
A questi lavori in genere non country seguì nel 1987 un nuovo lavoro bluegrass, il celebre album Trio registrato insieme a Dolly Parton e Linda Ronstadt, che risultò essere il più grande successo commerciale dell'intera carriera di Harris, con cinque settimane consecutive in testa alle classifiche country di Billboard e quattro singoli da top 10. L'album ebbe una nomination come miglior album dell'anno, ma fu superato da The Joshua Tree degli U2; tuttavia, Harris, Parton e Ronstadt vinsero comunque il Grammy come miglior gruppo vocale country. A ulteriore prova dell'eclettismo di Harris, il successivo lavoro solista Angel Band si collocava in un altro genere ancora, il gospel.
All'inizio degli anni novanta, intanto, Harris scioglieva definitivamente la Hot Band, creandosi un nuovo ensemble (totalmente acustico) di musicisti di supporto, i Nash Ramblers, con Sam Bush (fiddle e mandolino), Roy Huskey, Jr. (basso), Larry Atamanuik (batteria), Al Perkins (banjo, chitarra, dobro) e Jon Randall (chitarra e mandolino). Il gruppo incise nel 1992 un album dal vivo, At the Ryman, che vinse il Grammy.

### Dal '90 a oggi
La produzione discografica di Harris negli anni novanta divenne via via più sperimentale. Se i risultati commerciali di album come Bluebird (1989), Brand New Dance (1990), Cowgirl's Prayer (1993) e Wrecking Ball (1995) furono modesti, questi lavori furono invece molto apprezzati dalla critica, e contribuirono a imporre Harris all'attenzione del pubblico di generi molto diversi dal country, come l'alternative rock. In particolare, Wrecking Ball fu indicato da molti critici come il miglior album del decennio. Harris propose il materiale di questo album in tour facendosi accompagnare da un power trio composto da Buddy Miller, Brady Blade e Daryl Johnson; ne risultò l'album dal vivo Spyboy. Ottimi risultati di critica ebbe anche, nel 2000, Red Dirt Girl, concettualmente una continuazione di Wrecking Ball; questo album, ennesima dimostrazione della difficile classificabilità dello stile di Harris, fu ben accolto dal pubblico dell'alternative rock, raggiunse la posizione numero 5 nella classifica degli album country di Billboard, si piazzò nelle classifiche pop, e vinse un Grammy come miglior album folk dell'anno. Un ulteriore lavoro nella stessa direzione fu Stumble into Grace (2003).
Fra gli ultimi lavori di Harris si possono citare All the Roadrunning, realizzato in collaborazione con Mark Knopfler (che raggiunse ottimi risultati commerciali), All I Intended to Be (2008) e l'ultimo album solista, Hard Bargain (2011).

## Discografia

### Solista
Album studio
- Gliding Bird (1969)
- Pieces of the Sky (1975)
- Elite Hotel (1975)
- Luxury Liner (1977)
- Quarter Moon in a Ten Cent Town (1978)
- Blue Kentucky Girl (1979)
- Light of the Stable (1979)
- Roses in the Snow (1980)
- Evangeline (1981)
- Cimarron (1981)
- White Shoes (1983)
- The Ballad of Sally Rose (1985)
- Thirteen (1986)
- Angel Band (1987)
- Bluebird (1989)
- Brand New Dance (1990)
- Cowgirl's Prayer (1993)
- Wrecking Ball (1995)
- Red Dirt Girl (2000)
- Stumble into Grace (2003)
- All I Intended to Be (2008)
- Hard Bargain (2011)

Album live
- Last Date (1982)
- At the Ryman (1992)
- Spyboy (1998)

Raccolte
- Profile: Best of Emmylou Harris (1978)
- Profile II: The Best of Emmylou Harris (1984)
- Duets (1990)
- Songs of the West (1994)
- The Very Best of Emmylou Harris: Heartaches & Highways (2005)
- Songbird: Rare Tracks and Forgotten Gems (2007)

### Collaborazioni
- GP (con Gram Parsons, 1973)
- Grievous Angel (con Gram Parsons, 1974)
- Sleepless Nights (con Gram Parsons, 1976)
- Trio (con Dolly Parton e Linda Ronstadt, 1987)
- Nashville (con Carl Jackson, 1996)
- Trio II (con Dolly Parton e Linda Ronstadt, 1998)
- Western Wall: The Tucson Sessions (con Linda Ronstadt, 1999)
- All the Roadrunning (con Mark Knopfler, 2006)
- Real Live Roadrunning (con Mark Knopfler, 2006, dal vivo)
- I've Always Needed You (con Carl Jackson, 2006)
- Old Yellow Moon (con Rodney Crowell, 2013)